# رولف وونديرينك
رولف وونديرينك (بالهولندية: Roelof Wunderink)‏ مواليد 12 ديسمبر 1948 في آيندهوفن، هو سائق فورملا 1 هولندي بدأ مسيرته الاحترافية سنة 1975. كان أول سباق له هو جائزة إسبانيا الكبرى 1975. خاض خلال مسيرته 6 سباقات.